# Obisk Elizabete II. Britanske v Sloveniji
Elizabeta II. Britanska je med 21. in 23. oktobra 2008 skupaj s svojim možem princem Filipom, vojvodo edinburškim obiskala Slovenijo; to je bil njun prvi obisk Slovenije. Kot predstavnik Vlade Združenega kraljestva je prišel tudi zunanji minister David Miliband.

## Program obiska

### 21. oktober
Prihod
Na Letališče Jožeta Pučnika je letalo pristalo ob 14.45. Pričakal jo je veleposlanik Združenega kraljestva v Ljubljani Tim Simmons in nekateri drugi diplomati: veleposlanik Republike Slovenije v Londonu Iztok Mirošič, šefinja protokola Ksenija Benedetti, šefinja kabineta predsednika republike Mojca Seliškar Toš, generalni sekretar urada predsednika republike Stojan Tramte in druga sekretarka na britanskem veleposlaništvu v Sloveniji Hanna Cockburn.
Brdo pri Kranju
Uradni sprejem se je vršil na Brdu pri Kranju. Z vojaškimi častmi jo je pričakal predsednik Republike Slovenije Danilo Türk, ki ji je mdr. podelil najvišje državno odlikovanje, red za izredne zasluge; po pregledu častne straže in pozdravu zastavi se je srečala še z: Pavlom Gantarjem (predsednik Državnega zbora Republike Slovenije), Blažem Kavčičem (predsednik Državnega sveta Republike Slovenije), Zdenko Čebašek Travnik (varuhinja človekovih pravic Republike Slovenije) in ponovno z Iztokom Mirošičem. Sledil je uradni fototermin in izmenjava uradnih protokolarnih daril.
Grand hotel Union
Brdo pri Kranju